# Badhamia utricularis
Badhamia utricularis ist ein Schleimpilz aus der Familie Physaridae.

## Merkmale

### Makroskopische Eigenschaften
Die Fruchtkörper bilden zahlreiche traubenförmige Ansammlungen, die dicht gedrängt Gruppen bilden. Die Kapseln sind kugelig, meist oval aber auch ei- oder birnenförmig. Sie besitzen eine blaue bis blaugraue Farbe. In seltenen Fällen bei Kalkarmut sind sie tiefdunkelblau getönt. Manchmal ist die Oberfläche metallisch irisierend. Die Fruchtkörper erreichen einen Durchmesser von 0,4 bis 1,5 Millimetern und eine Länge von einem bis zwei Millimetern. Sie befinden sich an dünnen fädigen bis bandartigen Stielen, wobei sie meist hängen. In seltenen Fällen sind die Fruktifikationen ungestielt.
Die Hülle (Peridie) besteht aus einer dünnen Haut. Die Oberfläche kann durch Kalk runzelig sein. Die Peridie reißt im oberen Bereich unregelmäßig auf, bleibt aber oftmals fast vollständig erhalten. Nach Verschwinden der Sporen erscheint sie leuchtend weiß. Im durchfallenden Licht lassen sich mäanderförmige Linien erkennen, die ein unvollständiges Netz bilden können.
Die Stiele sind strohgelb bis braun gefärbt und recht zerbrechlich. Sie sind 0,5 bis 3 Millimeter dick und 5 Millimeter lang, selten noch länger. Sie sind oft gebündelt und erinnern an dürres Gras. Die Stiele besitzen Querverbindungen und teilen sich faserartig. An den Spitzen befinden sich manchmal auch mehrere Fruchtkörper. Die gemeinsame häutige Unterlage (Hypothallus) ist ocker bis braun und geht in die Stiele über. Oft fällt sie kaum auf.
Die Sporen erscheinen in Masse schwarz. Das Plasmodium ist gelb bis orangegelb.

### Mikroskopische Eigenschaften
Das Capillitium bildet ein grobmaschiges Netz, das an der Peridie angeheftet ist. Es besteht aus flachen, bandartigen Röhren, die mit farblodem Kalk gefüllt sind. Die Stränge sind 5 bis 30 Mikrometer dick. An den Verbindungsstellen sind sie bogenförmig abgerundet oder dreieckig erweitert.
Die Sporen liegen frei oder hängen in kleinen, leicht trennbaren Klümpchen zusammen. Sie sind rundlich geformt, können aber auch etwas unregelmäßig ausgebildet sein. Sie messen 9 bis 15 Mikrometer im Durchmesser. Auf der Oberfläche befinden sich gleichmäßig verteilte dunkelbraune Warzen. Diese werden bis zu einem Mikrometer hoch.

### Ähnliche Arten
Badhamia utricularis ist recht variabel. In typischen großen Gruppen mit herabhängendem Stiel ist sie gut zu bestimmen. Mikroskopisch sind die leicht trennbaren Sporen mit ihren gleichmäßigen Warzen charakteristisch. Die Trennbarkeit lässt sich durch leichten Druck auf das Deckglas überprüfen. Die Sporen von Badhamia capsulifera, B. dubia und B. versicolor haften stärker aneinander und besitzen auf der dem Ballungszentrum abgewandten Seite eine deutlichere Zeichnung. B. populina weist unregelmäßig rundliche Sporen auf.

## Ökologie
Die Fruchtkörper werden zwischen September und April, außer bei Frost gebildet. Manchmal können sie auch bereits im Sommer gefunden werden. Der Schleimpilz besiedelt die Borke oder das Totholz von Laub- und Nadelbäumen. Häufig kann er auch auf dem Striegeligen Schichtpilz (Stereum hirsutum) angetroffen werden; manchmal auch auf dem Gelbstieligen Muschelseitling (Sarcomyxa serotina) oder der Großporigen Datronie (Datronia mollis). Vergesellschaftungen wurden mit Badhamia foliicola, Physarum nutans und Trichia contorta (var. contorta) beobachtet.

## Verbreitung
Badhamia utricularis ist weltweit verbreitet und in Mitteleuropa recht häufig anzutreffen.